# Phaonia sumatrana
Phaonia sumatrana är en tvåvingeart som beskrevs av Malloch 1928. Phaonia sumatrana ingår i släktet Phaonia och familjen husflugor. Inga underarter finns listade i Catalogue of Life.